# Rhamnus saxatilis
Avignonkorn eller Franska gulbär (Rhamnus saxatilis) är en brakvedsväxtart. Rhamnus saxatilis ingår i släktet getaplar, och familjen brakvedsväxter.
De omogna torkade frukterna från avignonkorn har historiskt varit en viktig handelsvara för beredande av olika slags färgämnen.

## Underarter
Arten delas in i följande underarter:
- R. s. infectoria
- R. s. prunifolia
- R. s. rhodopea
- R. s. saxatilis
- R. s. tinctoria
- R. s. villarsii

## Bildgalleri

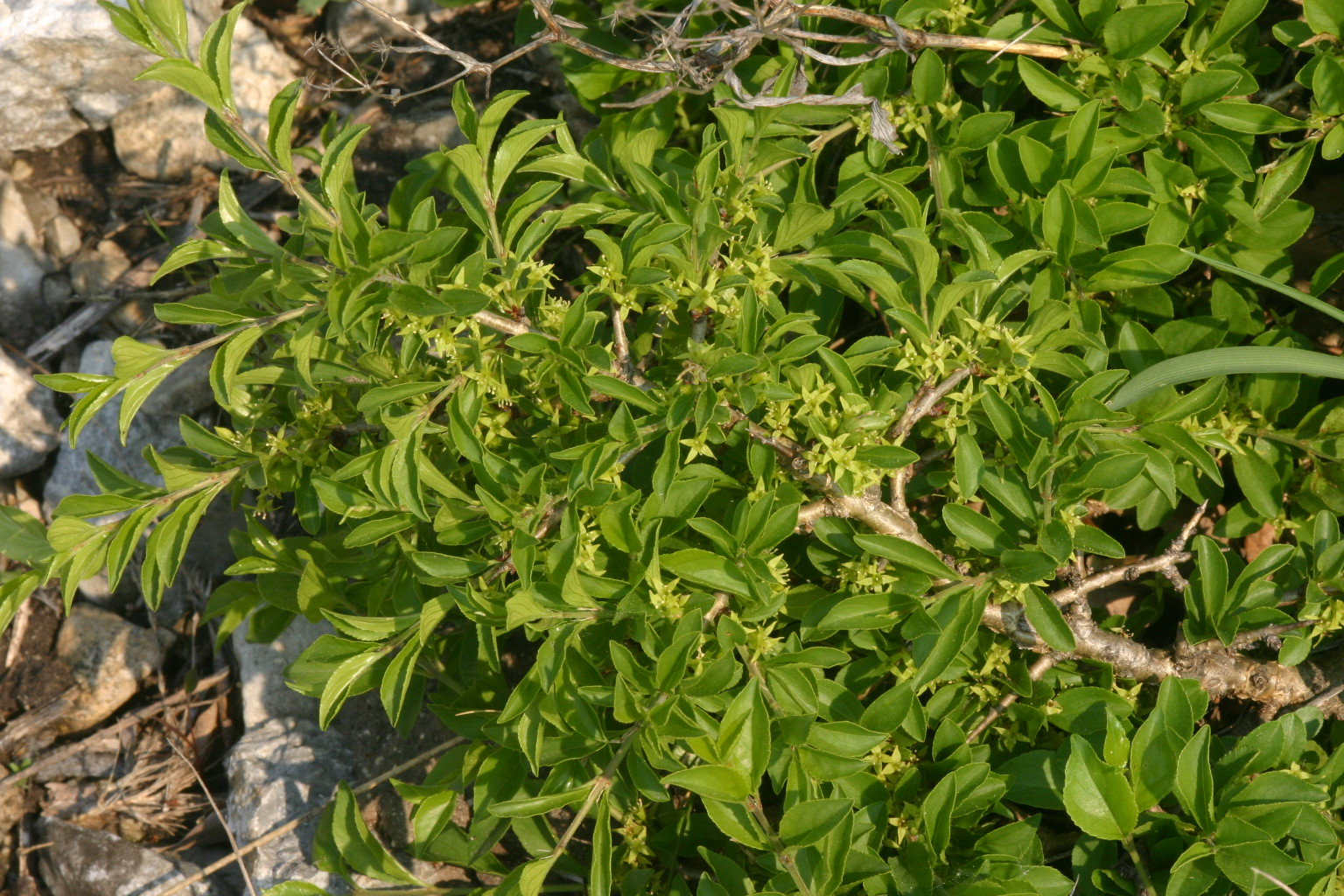
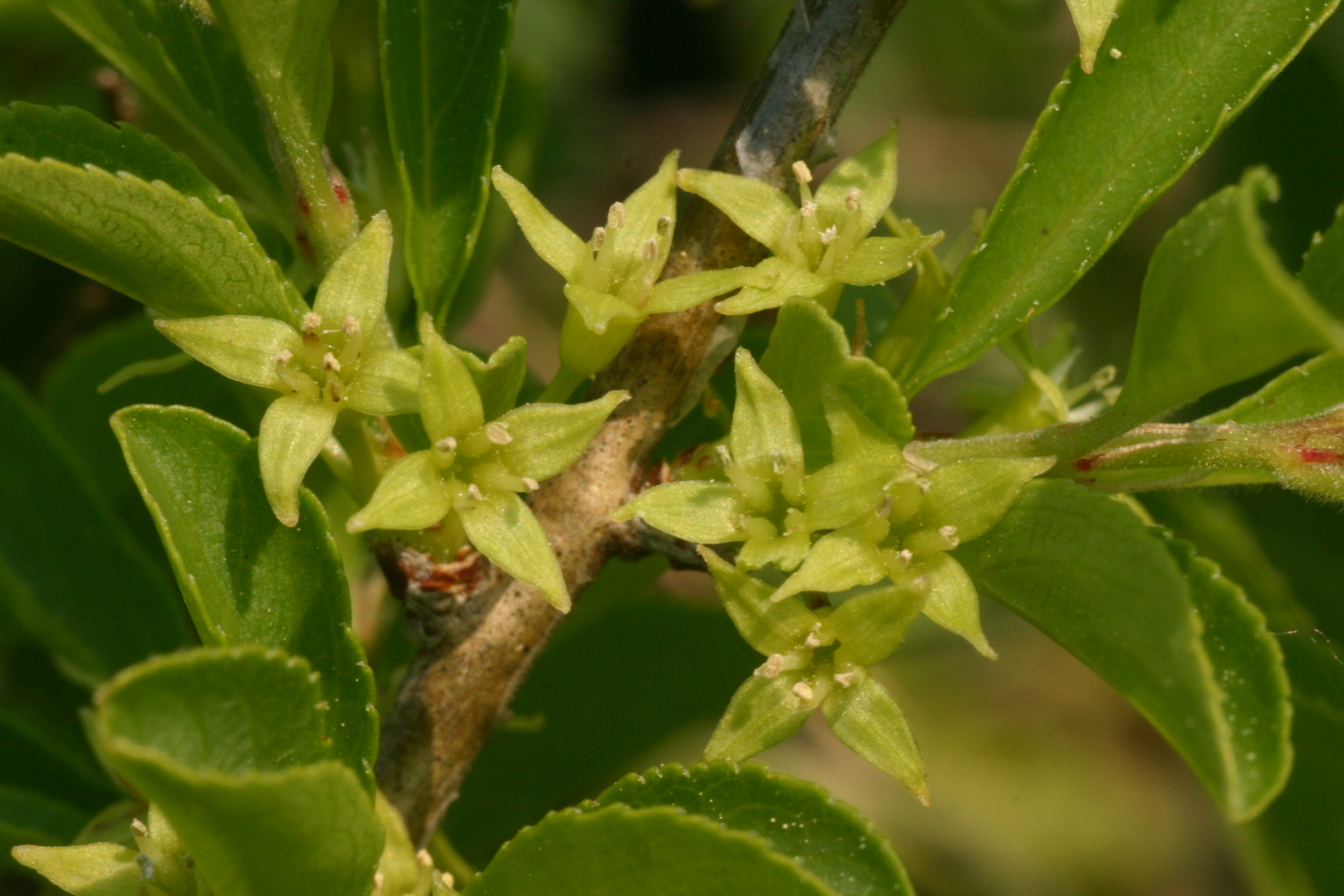
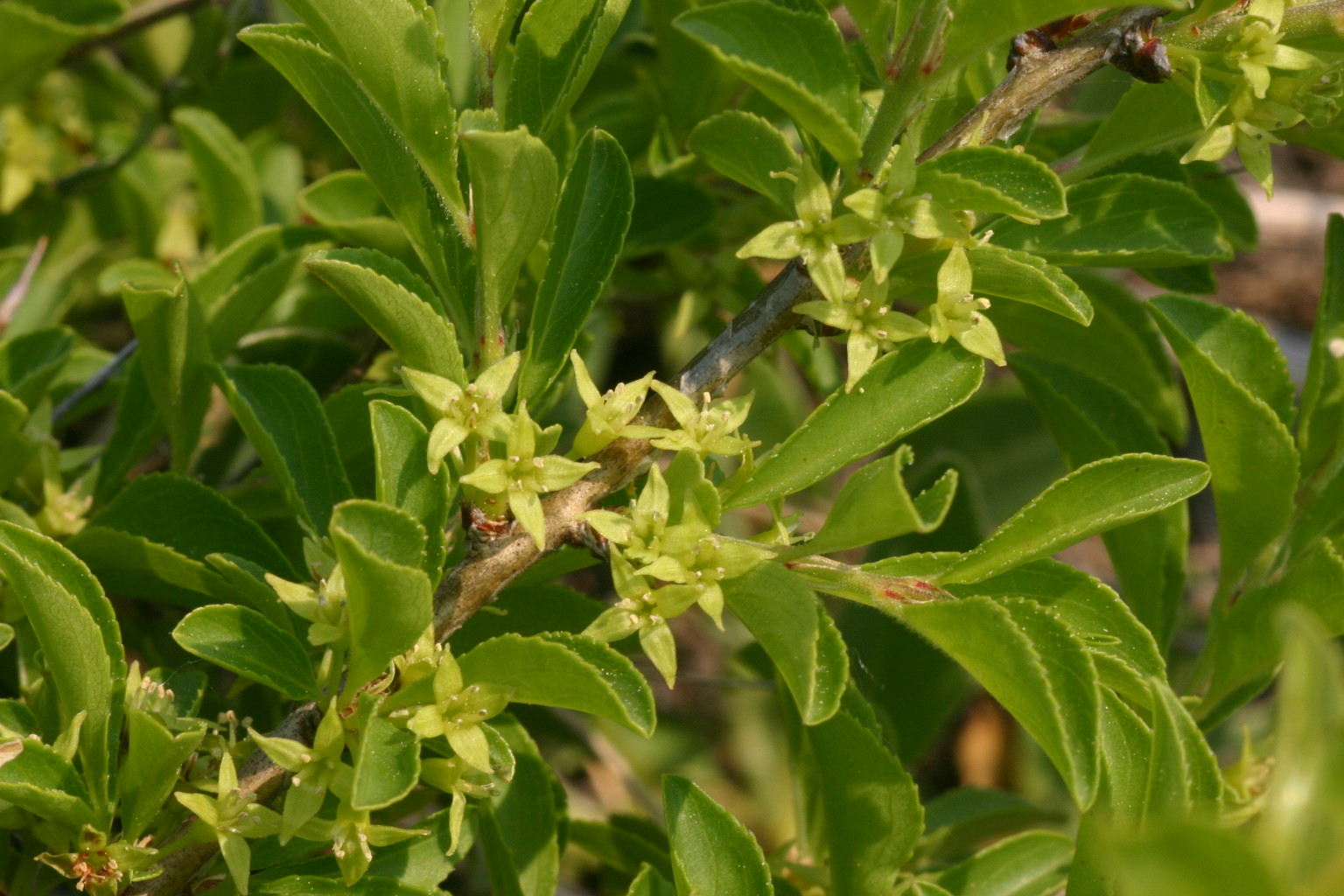
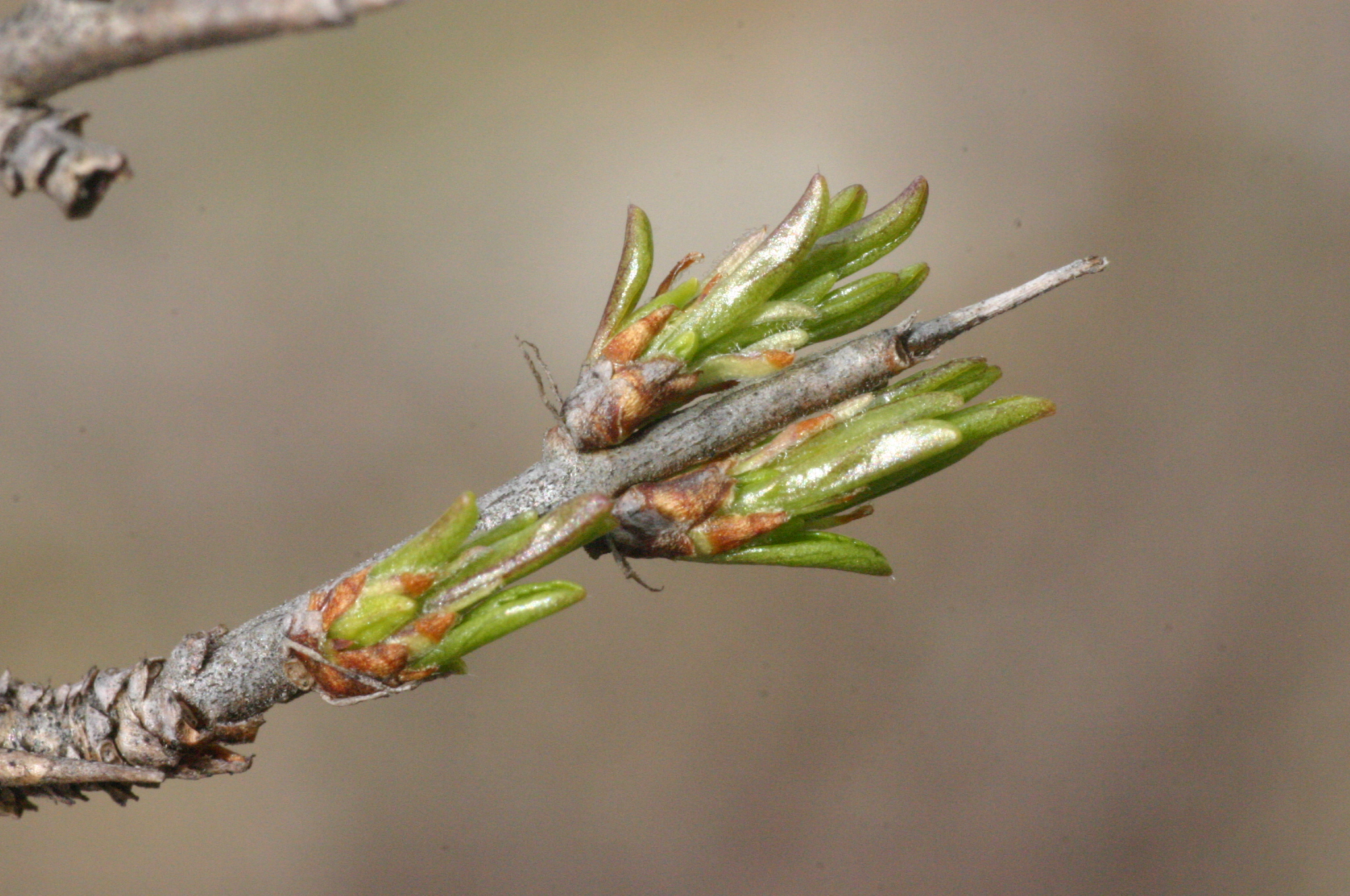
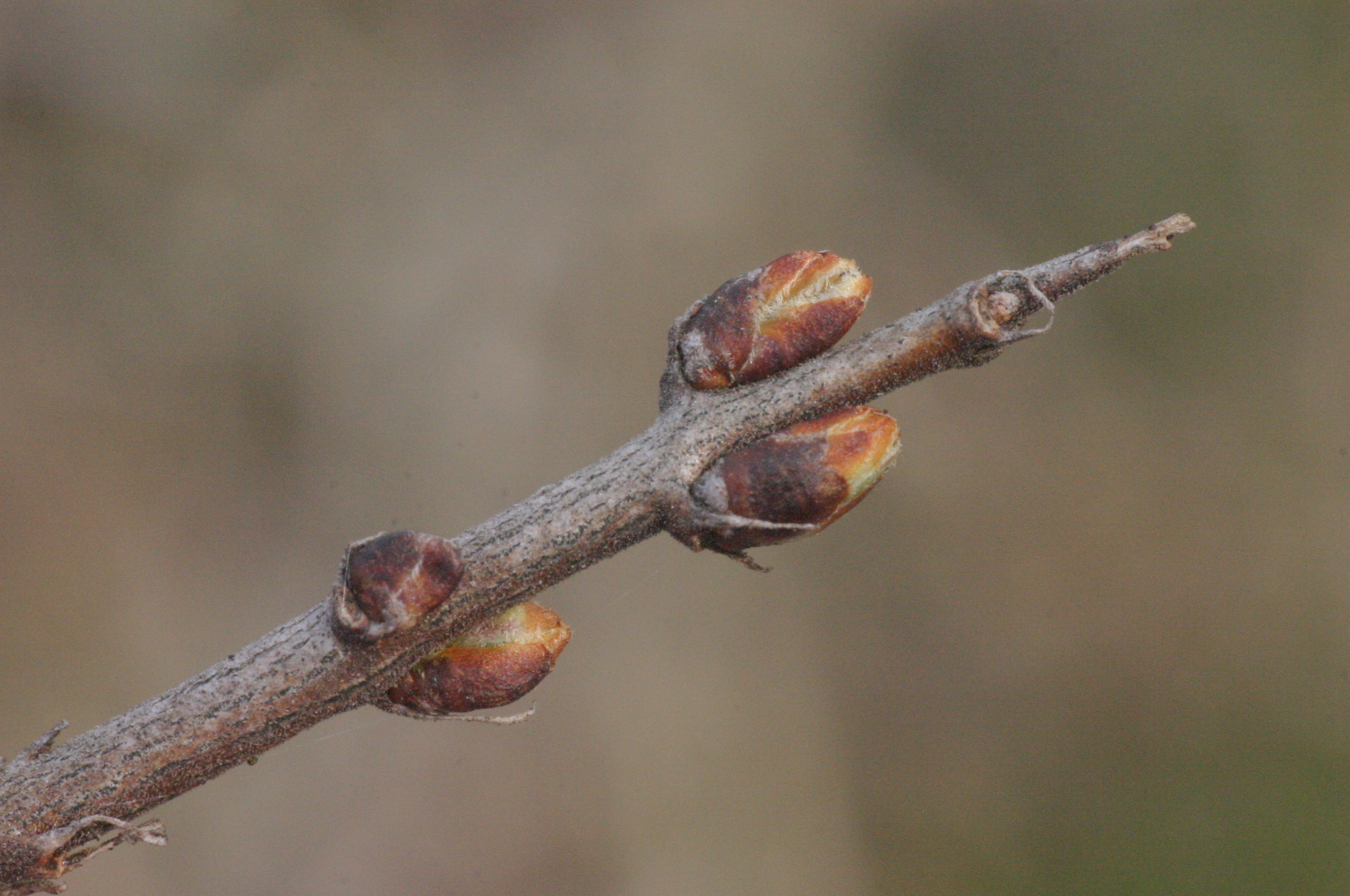
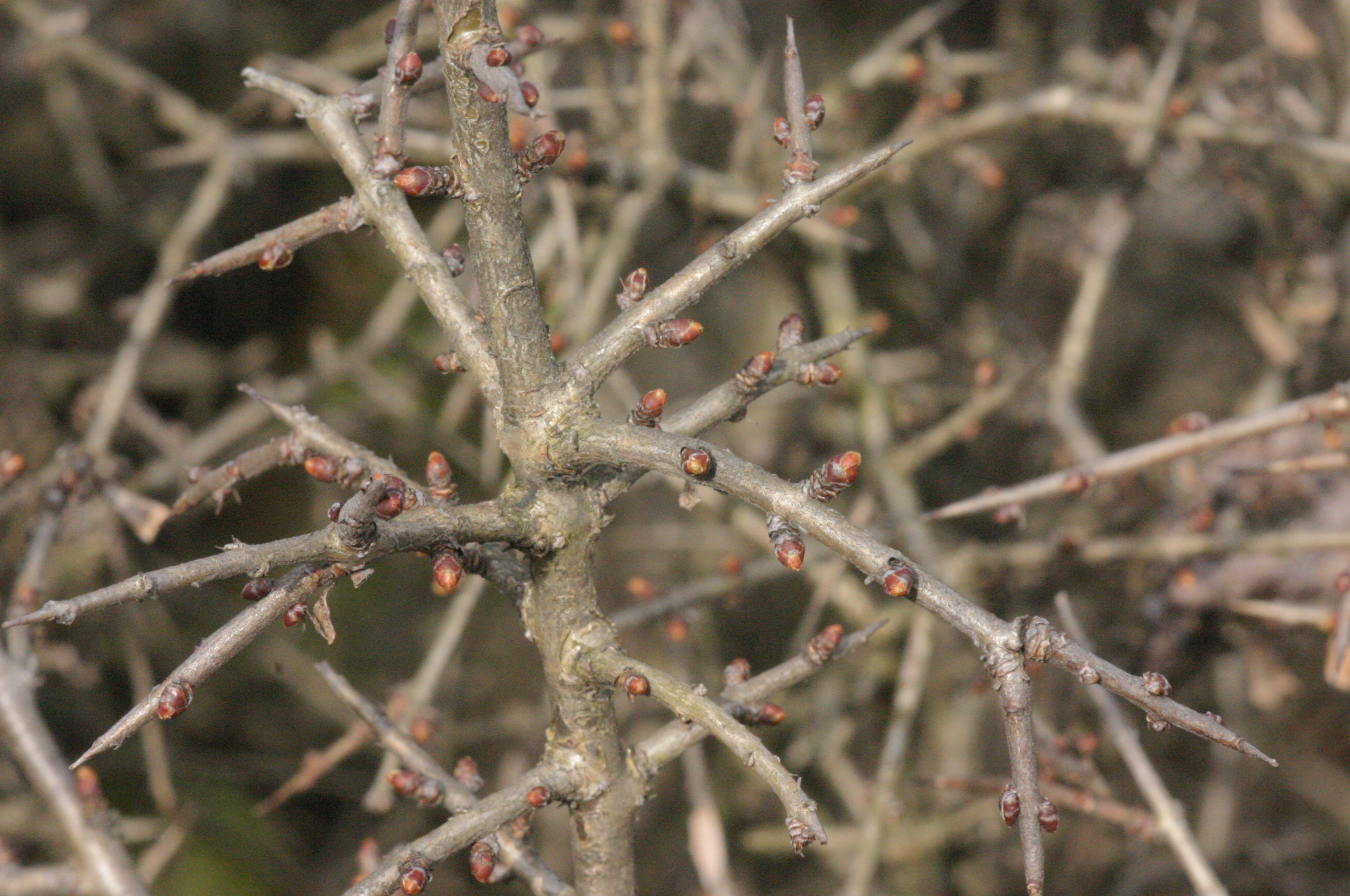